# Fregim
Fregim é uma localidade portuguesa sede da Freguesia de Fregim do Município de Amarante, freguesia com 10,37 km² de área e 2730 habitantes (censo de 2021), tendo, por isso, uma densidade populacional de 263,3 hab./km².

## História
Foi uma comenda da Ordem do Hospital de São João de Jerusalém, de Rodes e de Malta, ou, simplesmente, da Ordem de Malta, como é hoje mais conhecida esta antiquíssima Ordem Religiosa e Militar. Razão pela qual o brasão autárquico ostenta a cruz da Ordem de Malta em chefe. Daqui também a razão pela qual a população de Fregim é conhecida por "Malteses".

## Demografia
A população registada nos censos foi:
| Distribuição da População por Grupos Etários | Distribuição da População por Grupos Etários | Distribuição da População por Grupos Etários | Distribuição da População por Grupos Etários | Distribuição da População por Grupos Etários |
| -------------------------------------------- | -------------------------------------------- | -------------------------------------------- | -------------------------------------------- | -------------------------------------------- |
| Ano                                          | 0-14 Anos                                    | 15-24 Anos                                   | 25-64 Anos                                   | > 65 Anos                                    |
| 2001                                         | 523                                          | 396                                          | 1319                                         | 269                                          |
| 2011                                         | 526                                          | 328                                          | 1525                                         | 457                                          |
| 2021                                         | 383                                          | 346                                          | 1446                                         | 555                                          |

## Património
Do seu património arquitetónico inventariado consta a Igreja Matriz de Fregim (Santa Maria), Casa de Pousada (Visconde da Granja), Casa da Capela, Capela de São Sebastião, Casa de São Miguel, Casa da Mó, Casa da Laje, Casa da Cidreira, Capela de Quintã (São Pedro), Casa da Obra, Ponte da Baia (CF), Casa de Guimarei, Casa da Pousada (Dona Emília de Sousa) e Capela da Senhora da Ajuda. 
Do seu património arqueológico consta o Castro do Alto de S Jorge.

## Economia
É atualmente uma das zonas mais industrializadas de Amarante, possuindo muitas indústrias como a Metalocardoso, Re-source, Metalurgia do Tâmega, Joriscastro, Serralharia Bertim, José Vitorino da Silveira & Filhos Lda, entre outras.

## Cultura e lazer
A nível cultural e de lazer possui um Complexo Desportivo: a RTA (piscinas interiores e exteriores) e campo de jogos. Existe também um Campo de Golfe considerado um dos melhores do país.

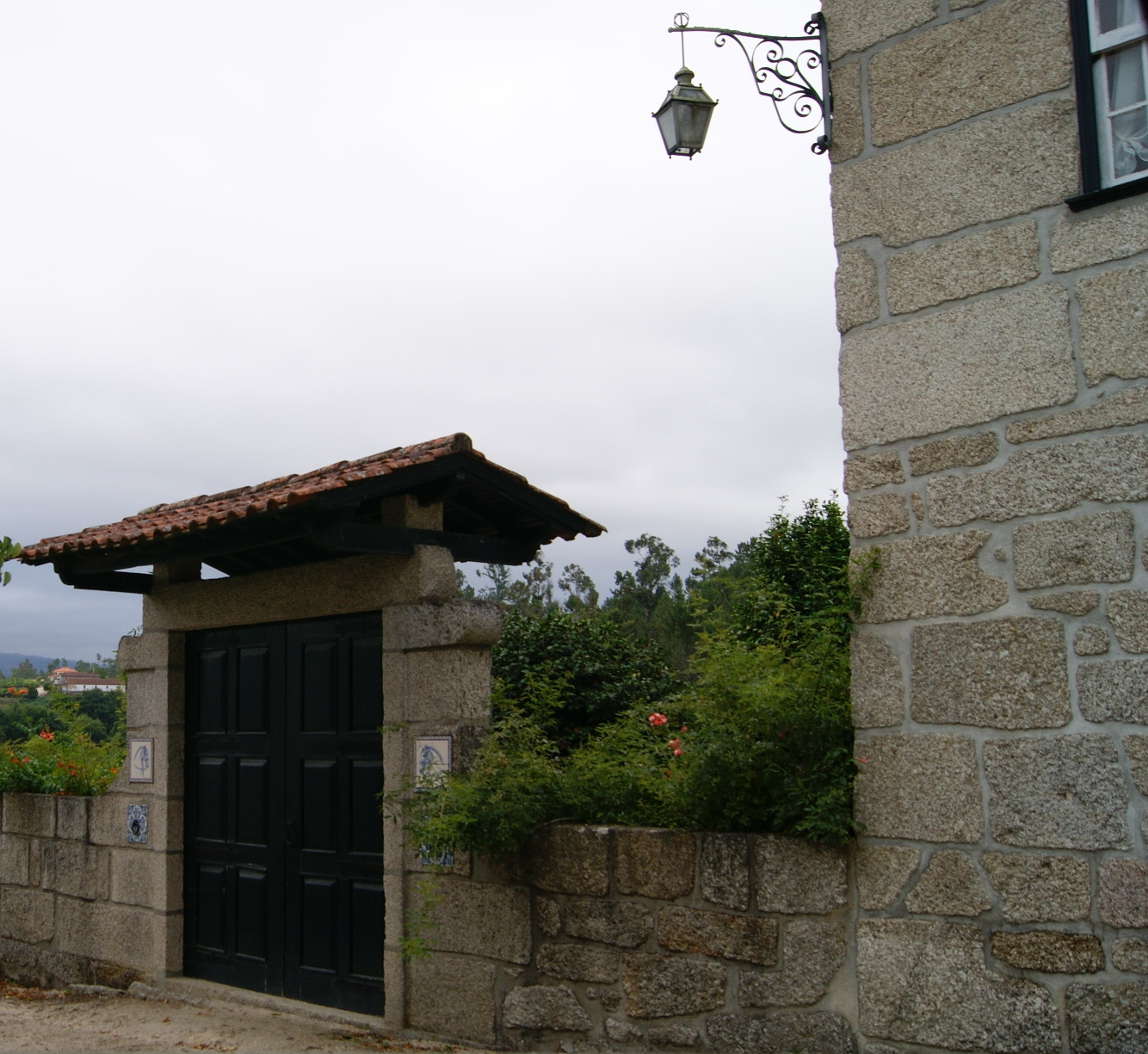
Fregim Casa de São Miguel

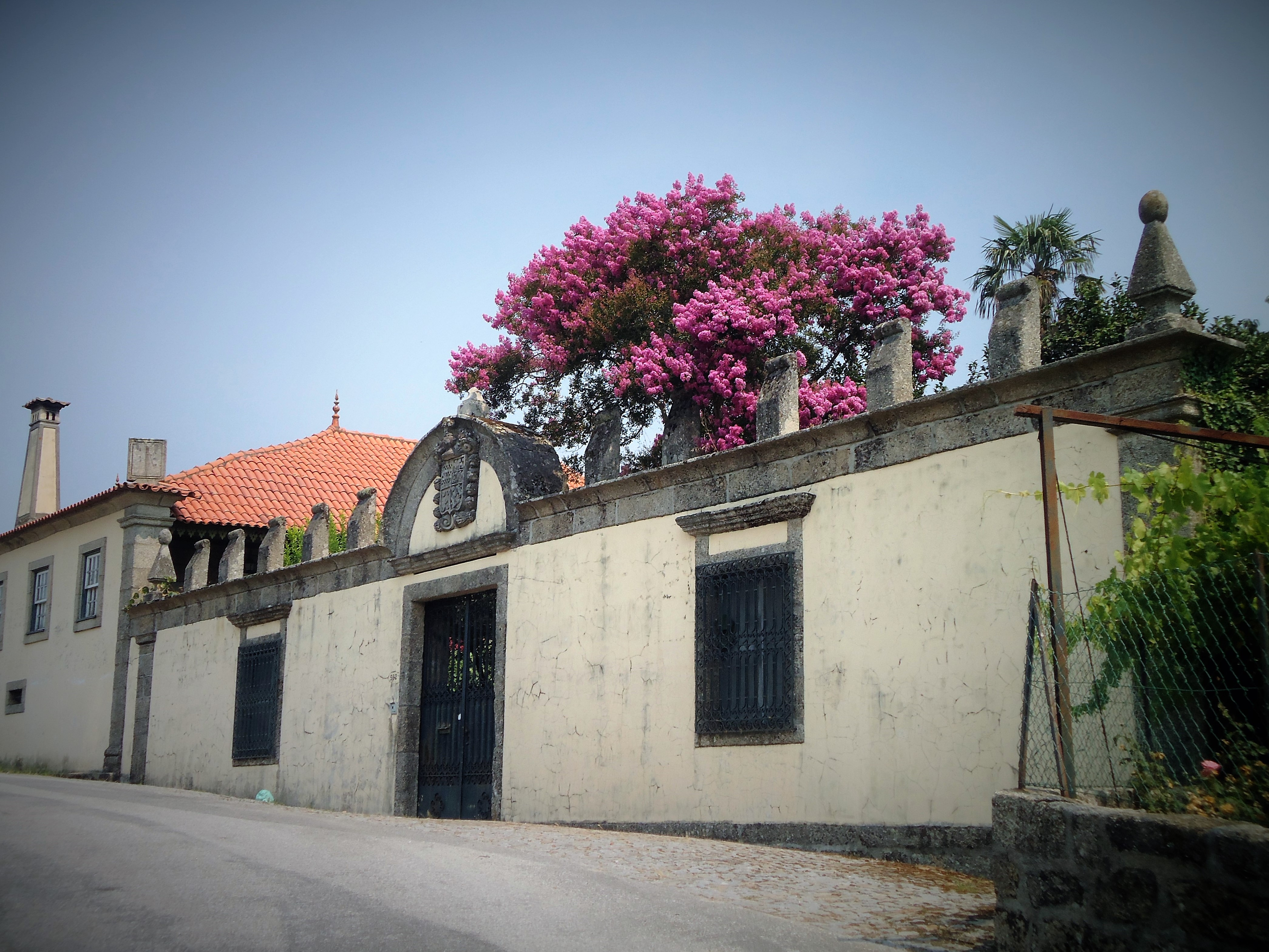
Casa da Capela Fregim

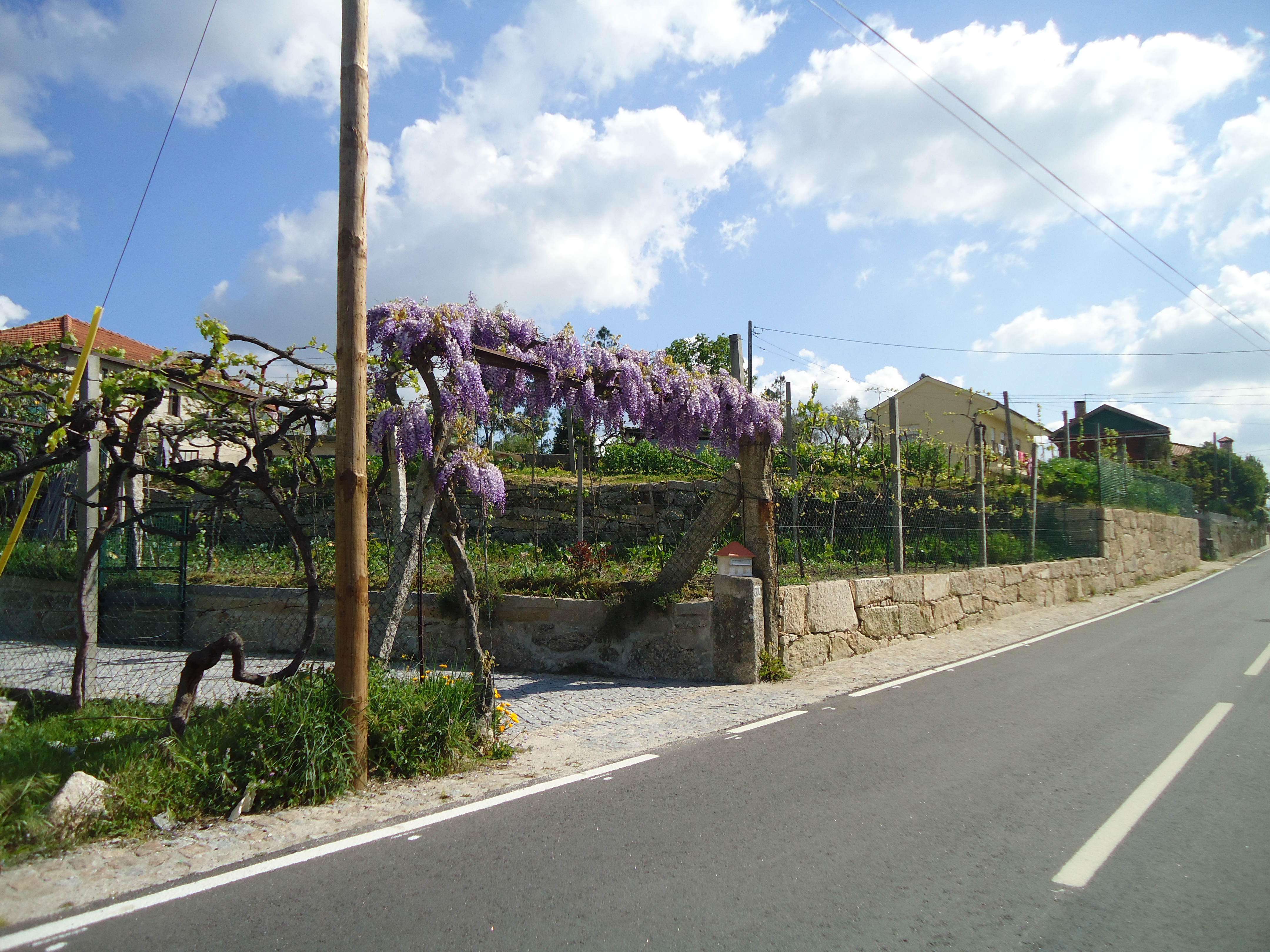
Fregim Primavera

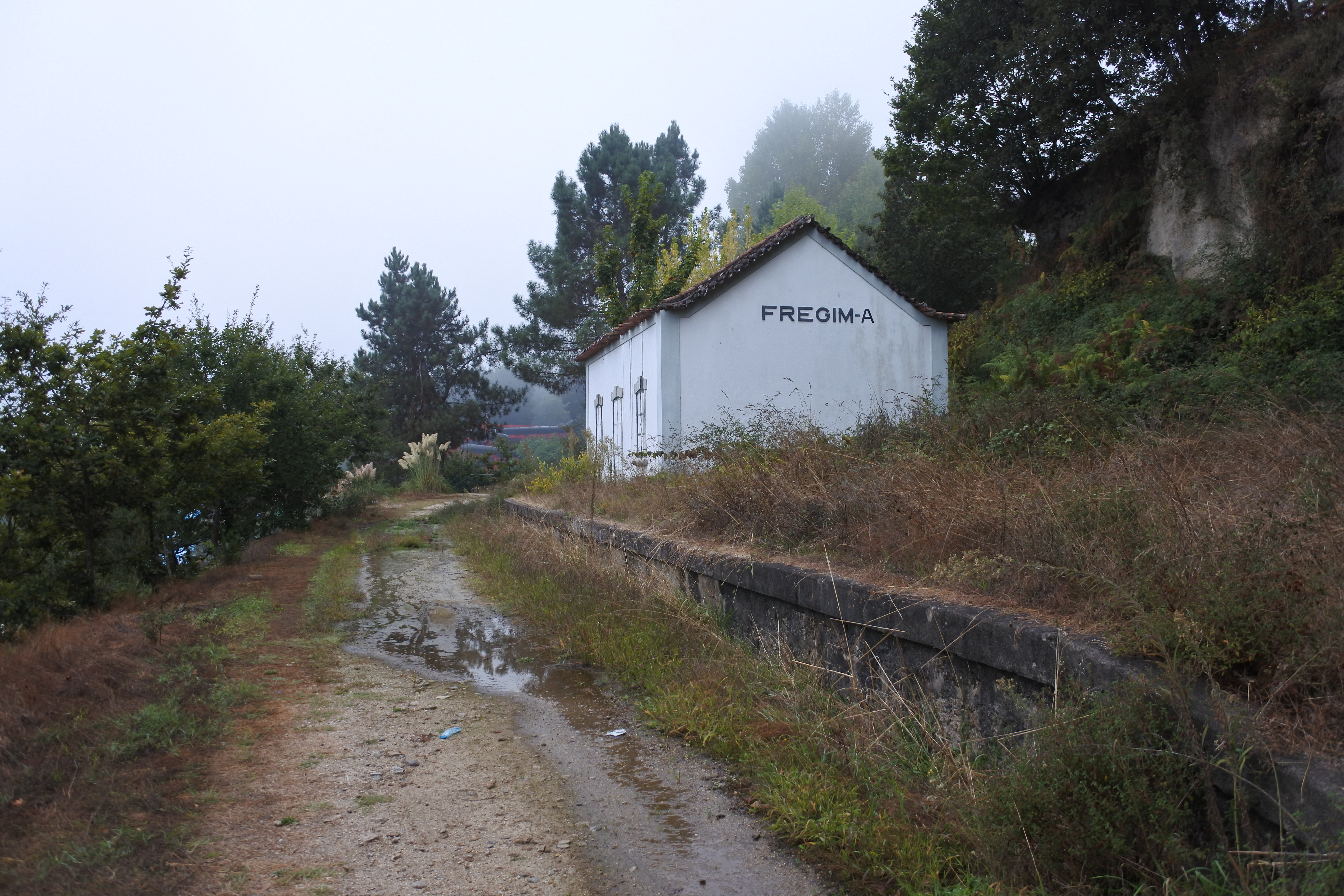
Antigo apeadeiro de Fregim, da extinta Linha do Tâmega

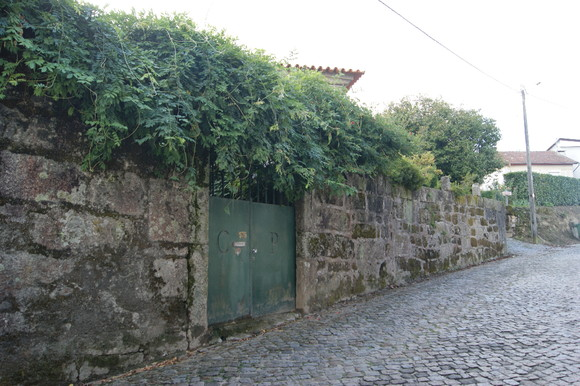
Fregim Estrada Pombalina Casa de Pousada

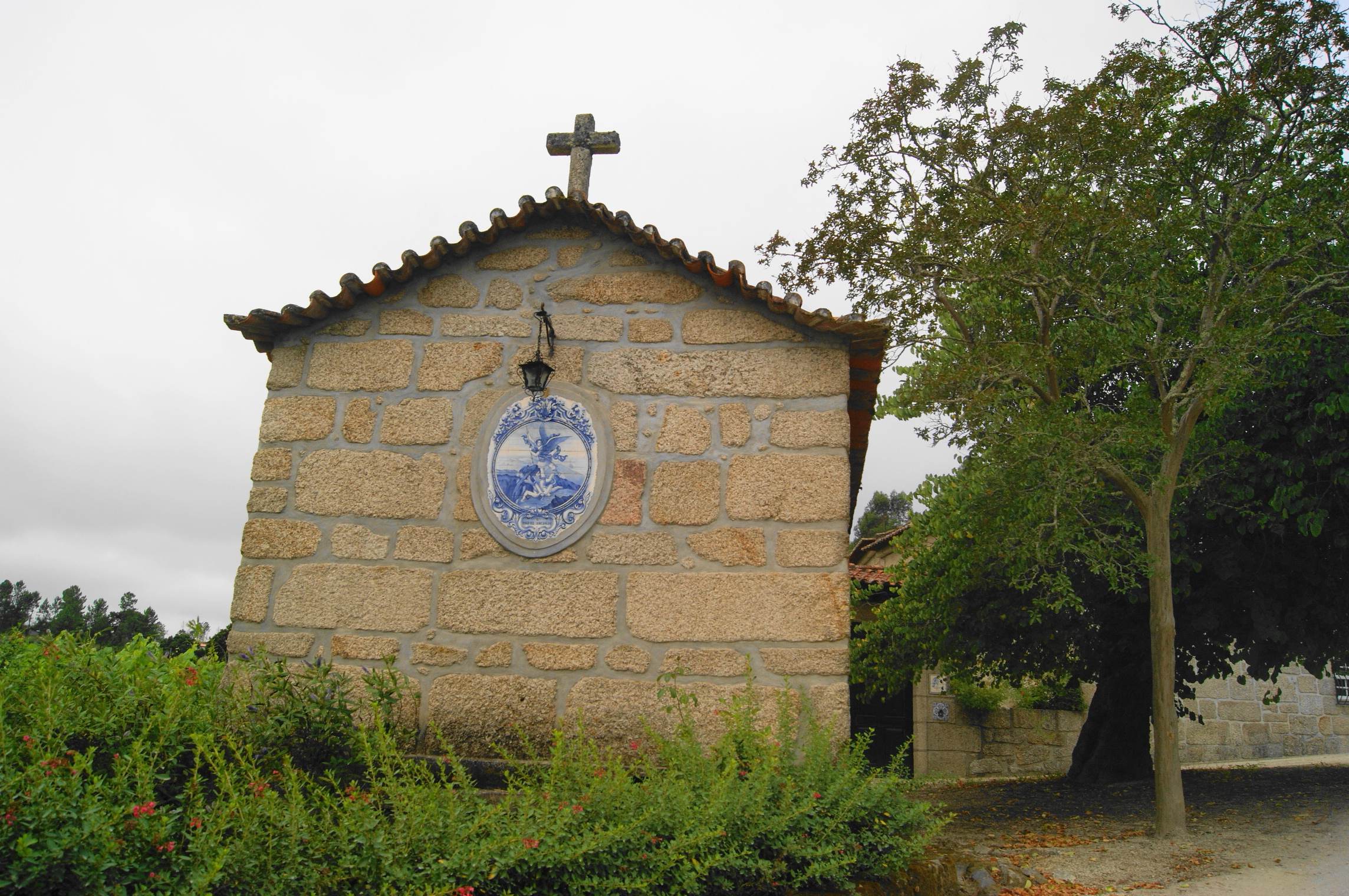
Fregim Capela de São Miguel

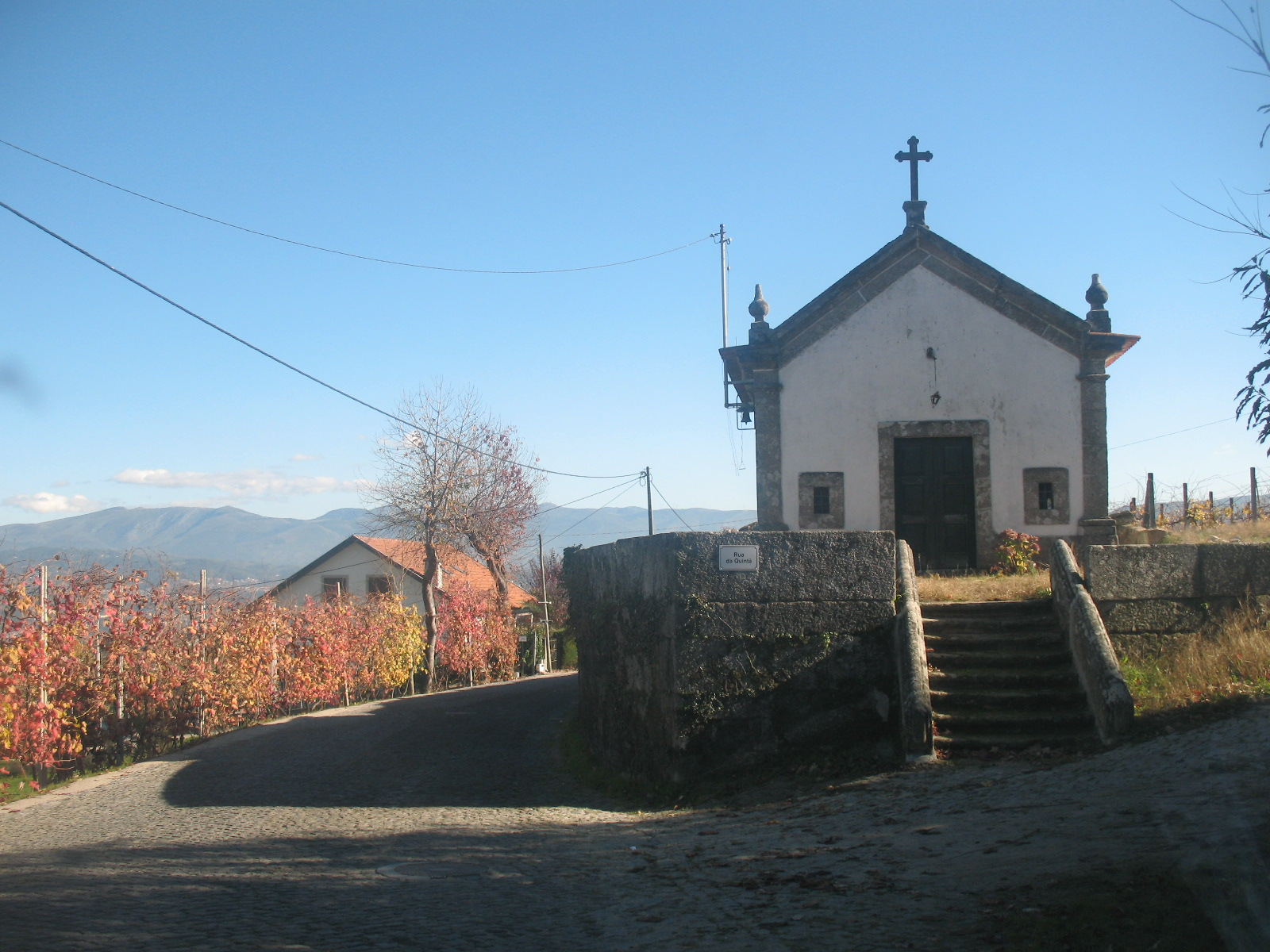
Fregim Capela da Quintã

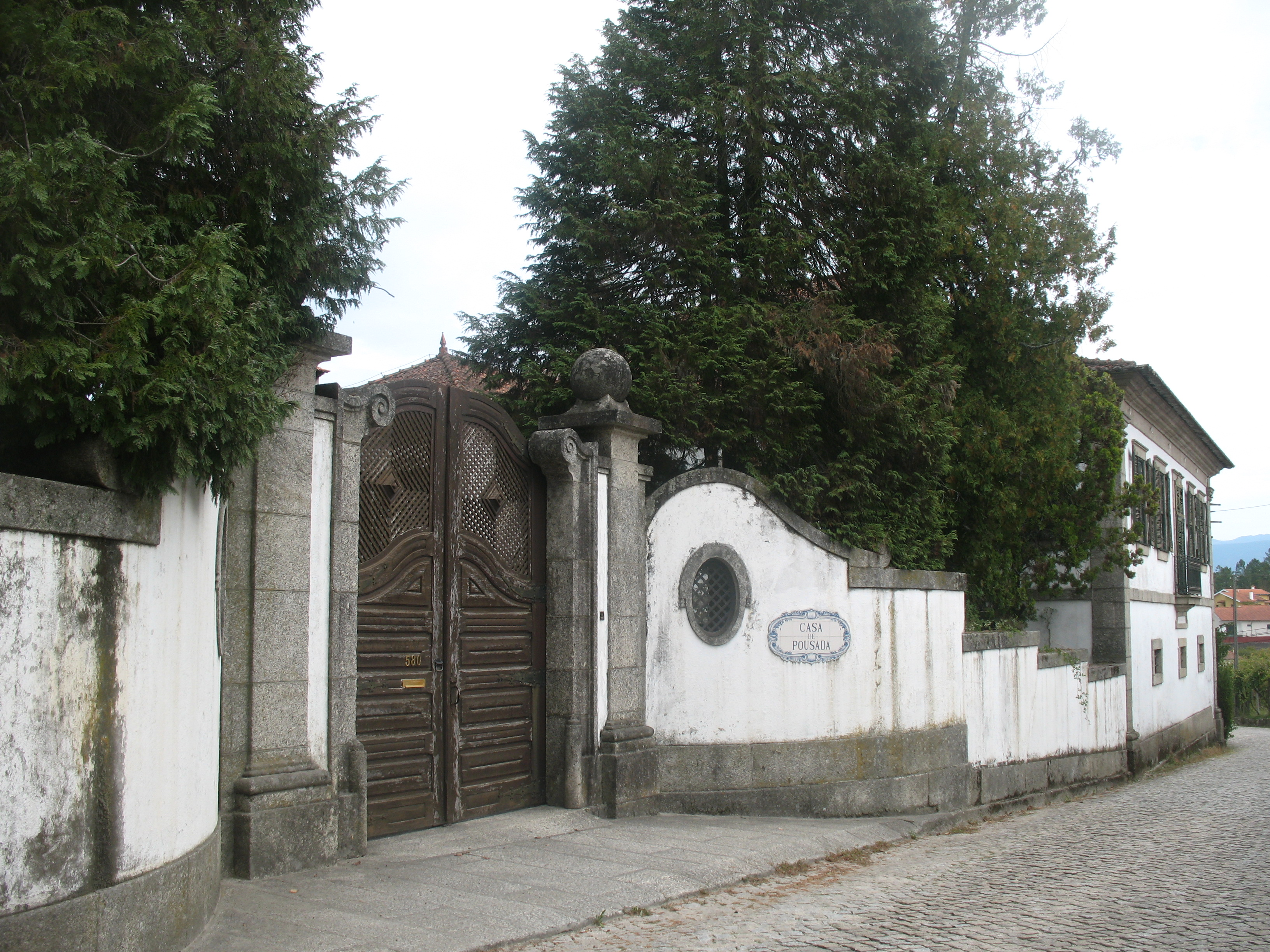
Fregim Casa de Pousada

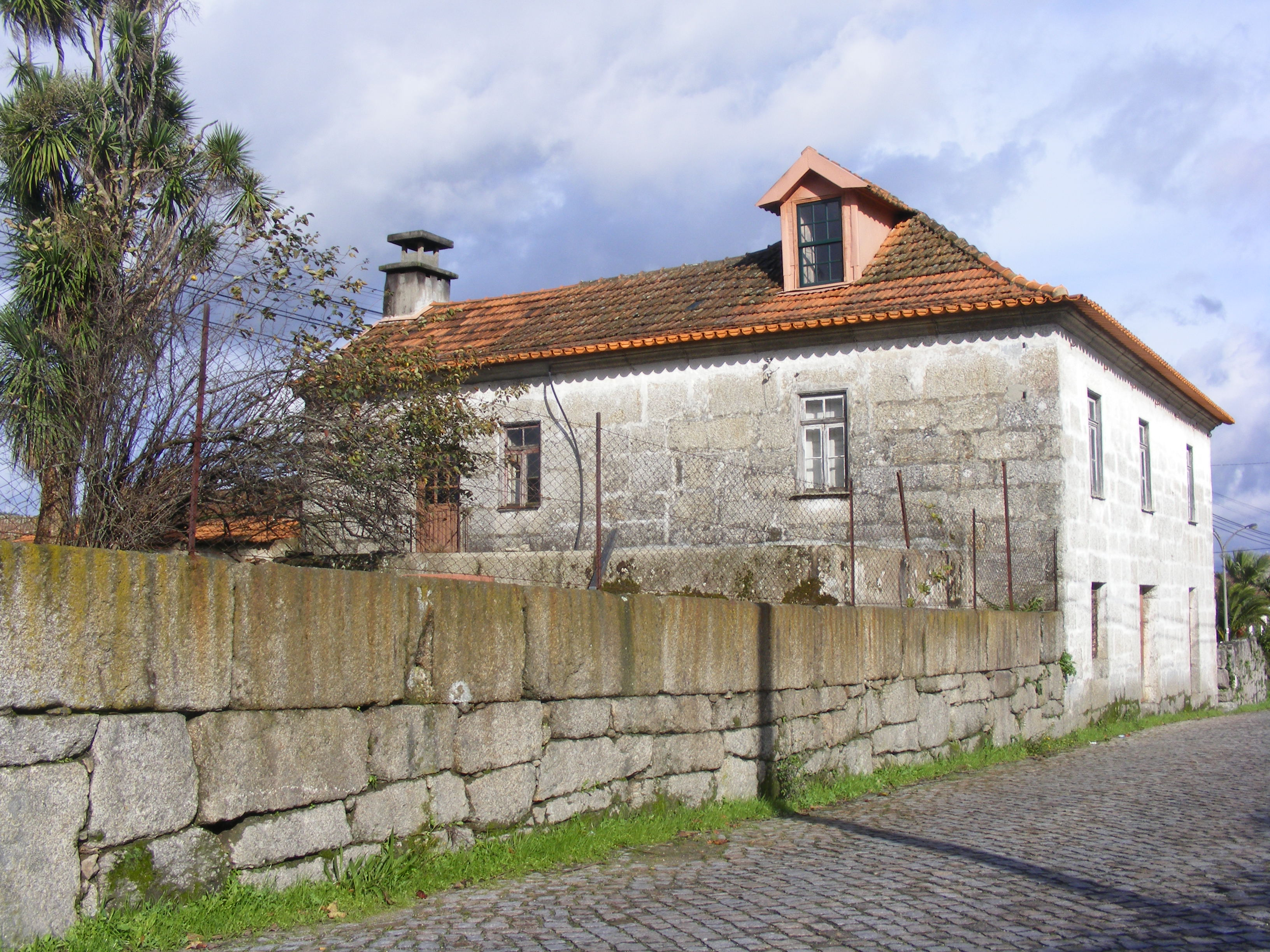
Casa da Cidreira Fregim

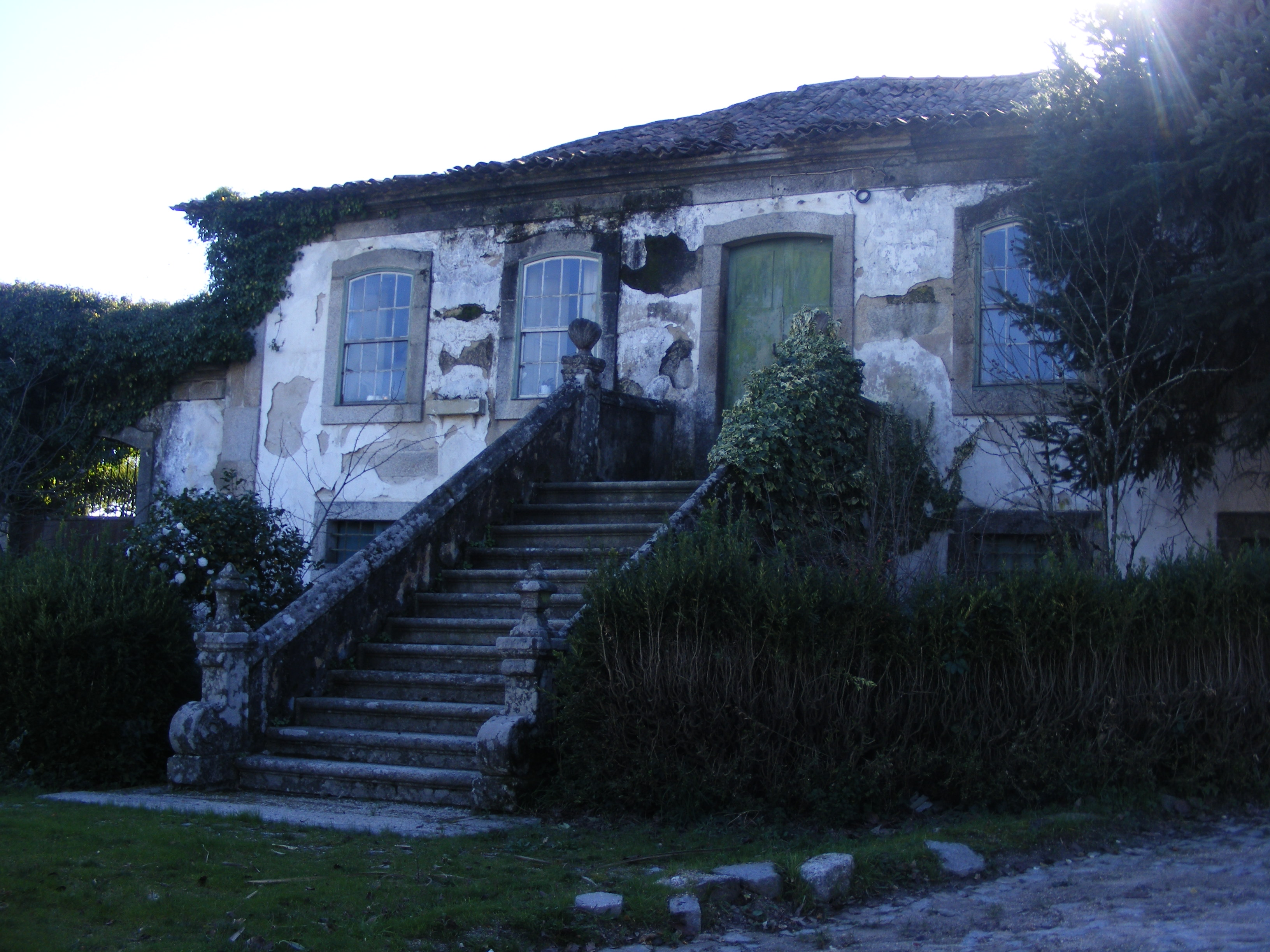
Casa de Guimarei

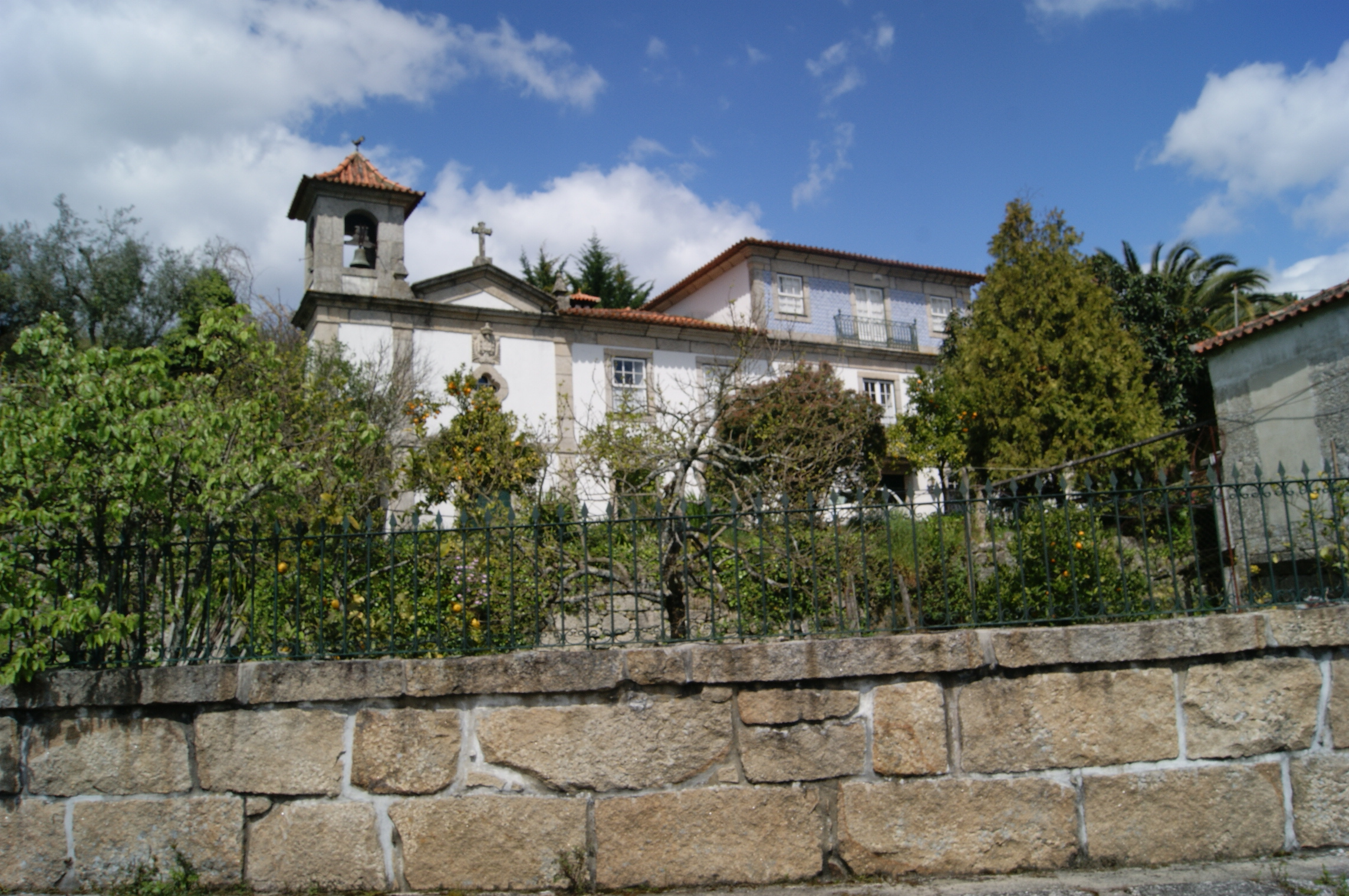
Fregim Casa da Mó

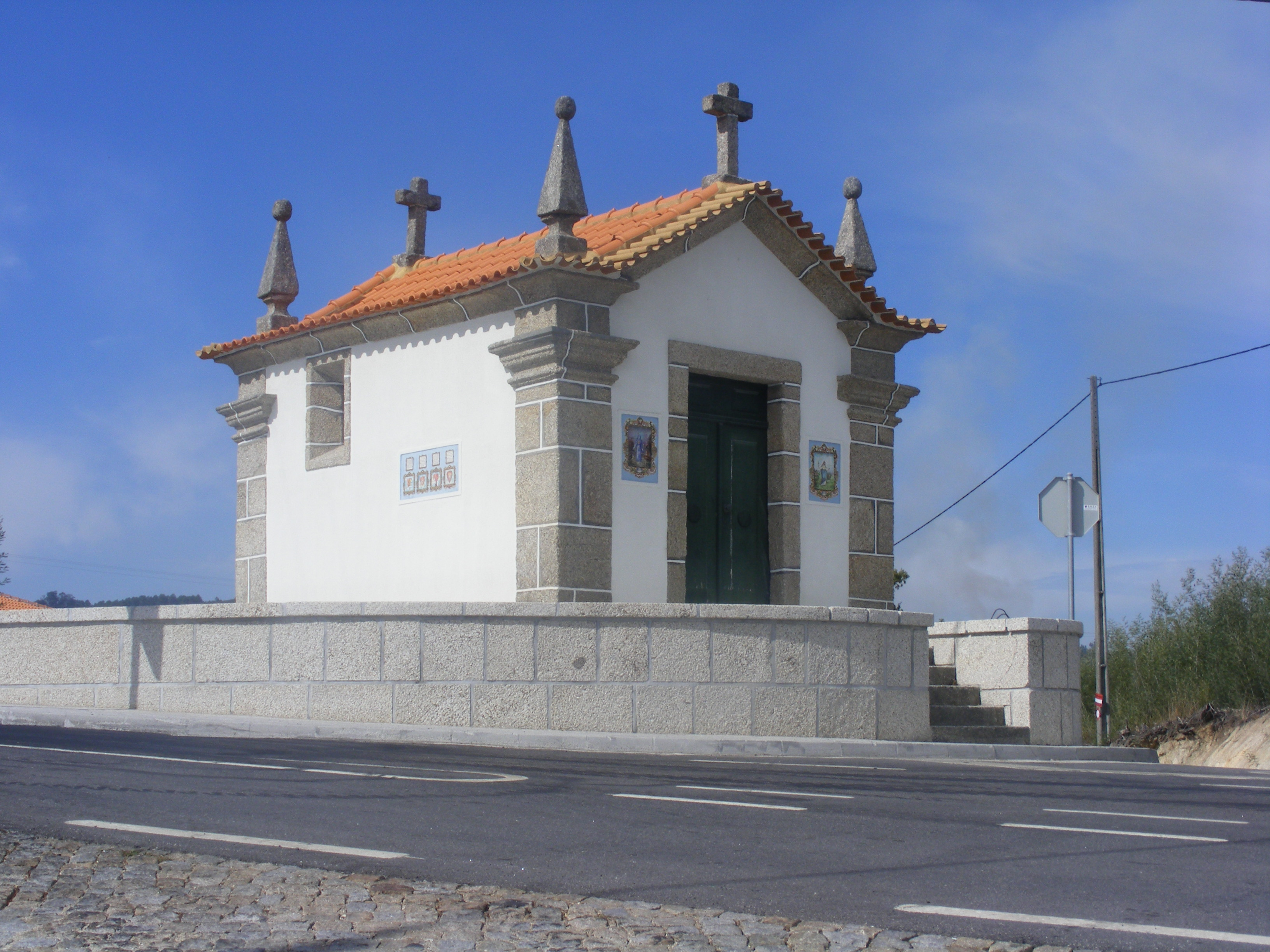
Fregim Capela de São Sebastião

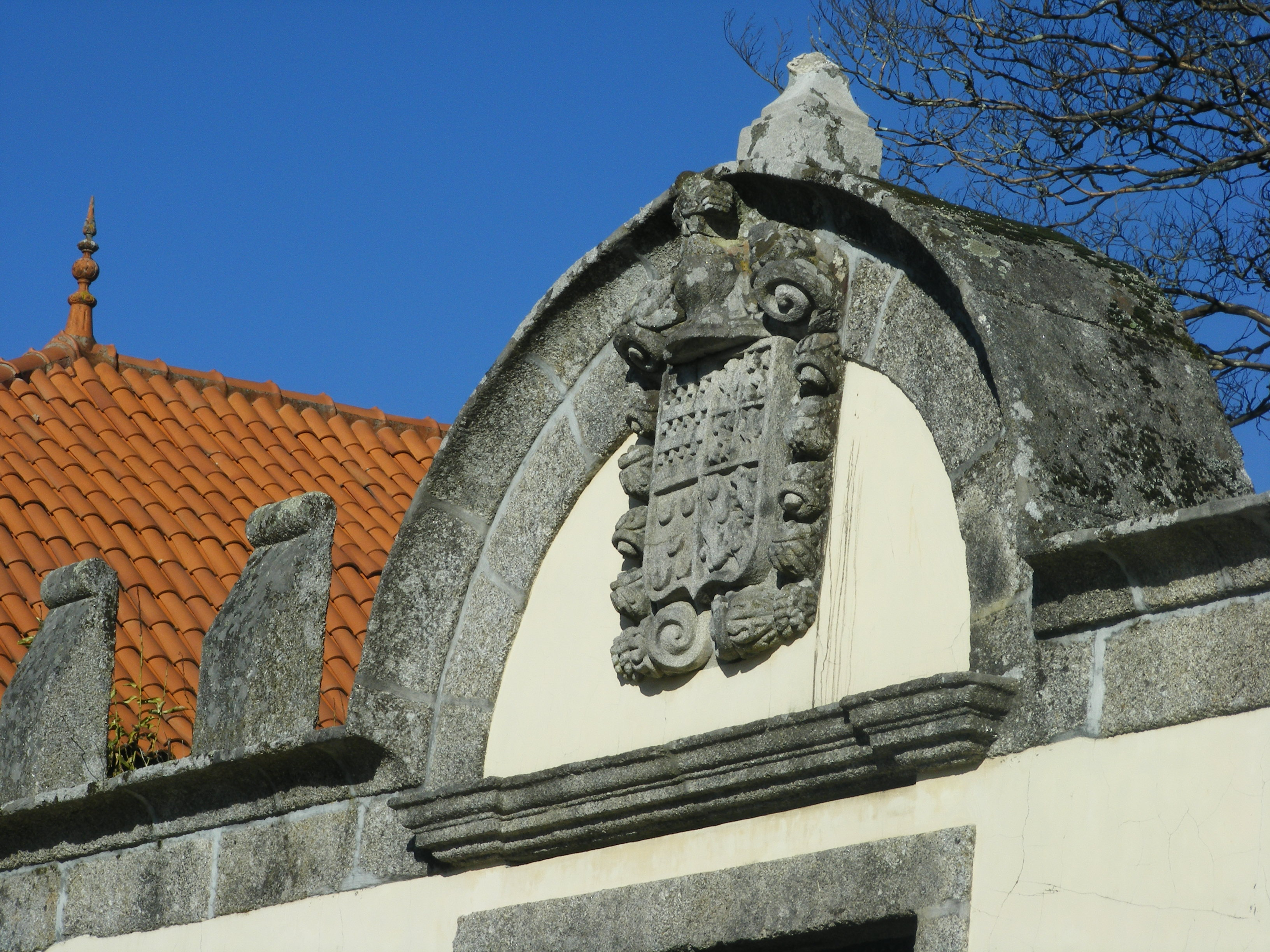
Fregim Brasão Casa da Capela

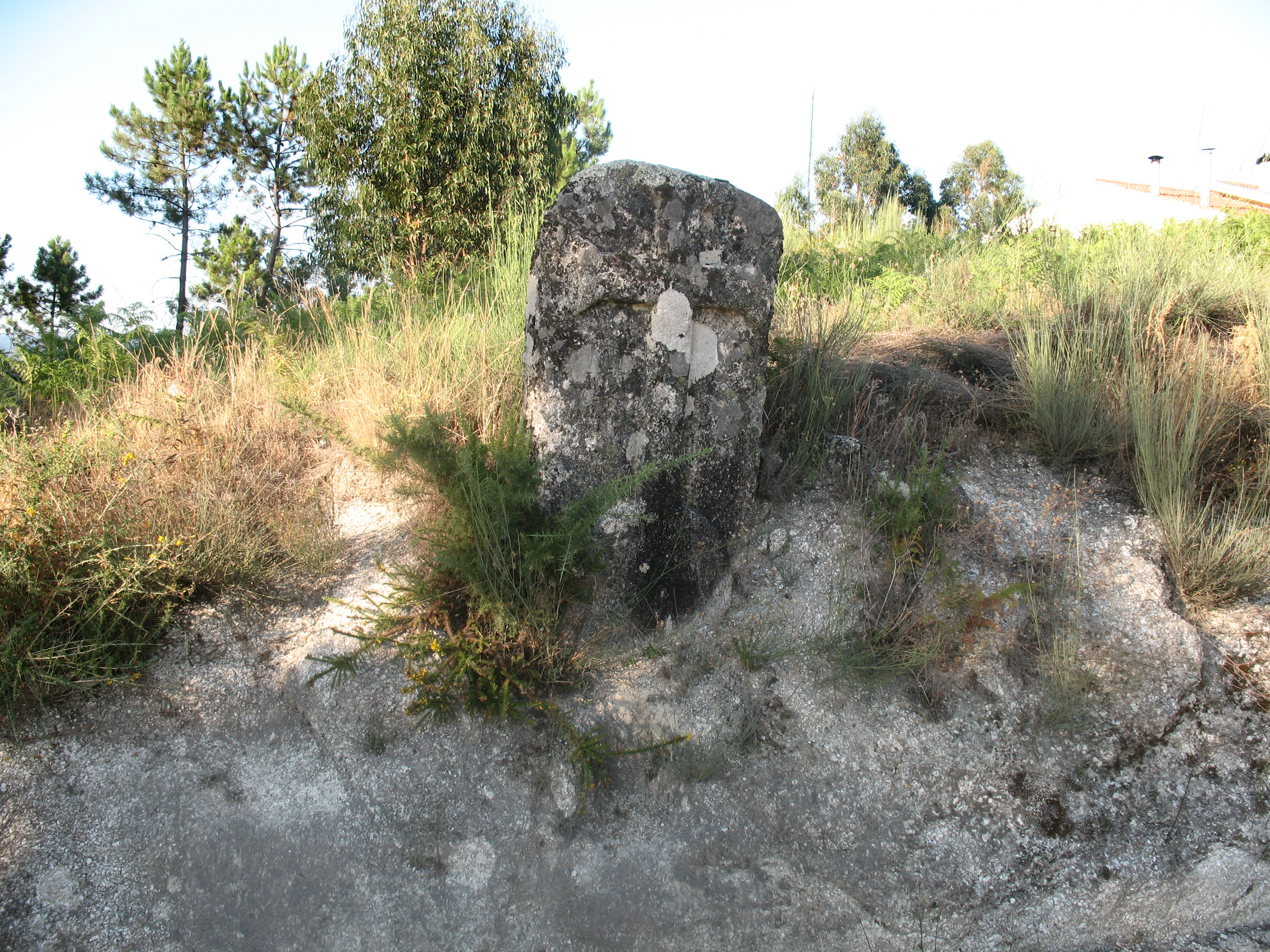
Amarante Fregim Marco Norte Ordem de Malta, Serra de São Jorge

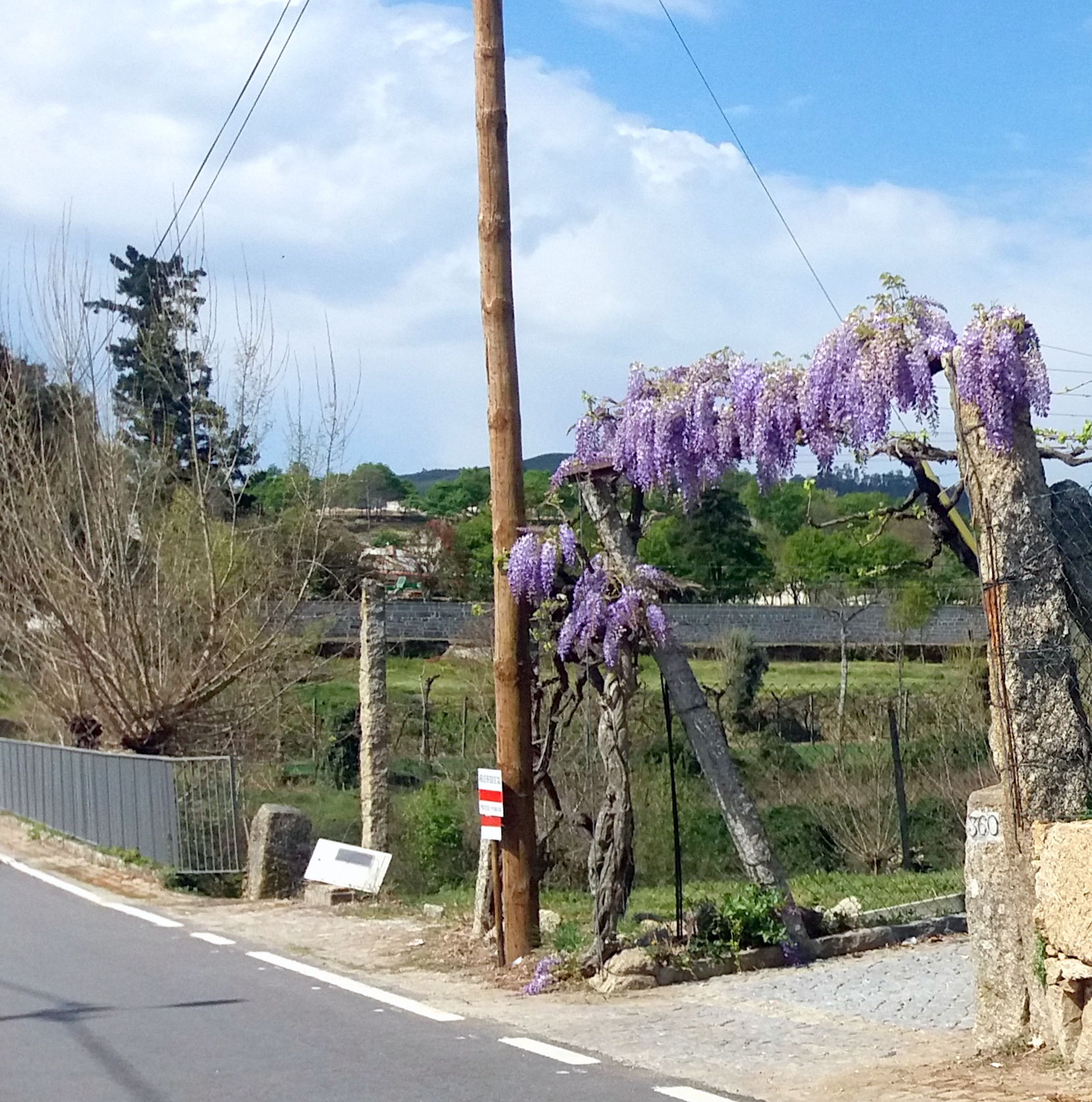
Amarante Eira Nova